# 奥古斯都之家
奥古斯都之家（House of Augustus），或稱奥古斯都多姆斯（Domus Augusti）、奥古斯都大帝行宫，位於義大利羅馬的巴拉丁諾山。這棟房子已被確認為羅馬帝國的開國皇帝奥古斯都所有（公元前27年-公元14年），不同於奧古斯塔大殿（Domus Augustana）。
奧古斯都之家位於所謂的羅幕路斯的棚屋（Hut of Romulus）以及其他與羅馬的建立有關的遺址附近。

## 歷史
古代文學史料已充分證實奧古斯都之家的存在。蘇埃托尼烏斯指出，奥古斯都搬離了原位於羅馬廣場的故居，住進巴拉丁諾山上的昆圖斯·霍頓修斯（Quintus Hortensius）的宅邸。 維萊伊烏斯報告稱奧古斯都在西元前41-40年買下霍頓修斯的土地和房屋。不久之後，這個地方被閃電擊中，奧古斯都宣佈此處屬於公共財產，並將其獻出建造了一座巴拉丁諾山阿波羅神廟，這是因為阿波罗在西元前36年幫助奧古斯都戰勝了塞克斯圖斯·龐培。由於此一「虔誠的行為」，元老院下令從公共財產中將這一地區周圍的財產撥給奧古斯都。據說前門上裝潢著一頂橡木王冠，用於贊揚西元前27年的此次元老院的奉獻。
這棟房子在公元3年毀於火災，但被重建並成為國家財產。

## 挖掘

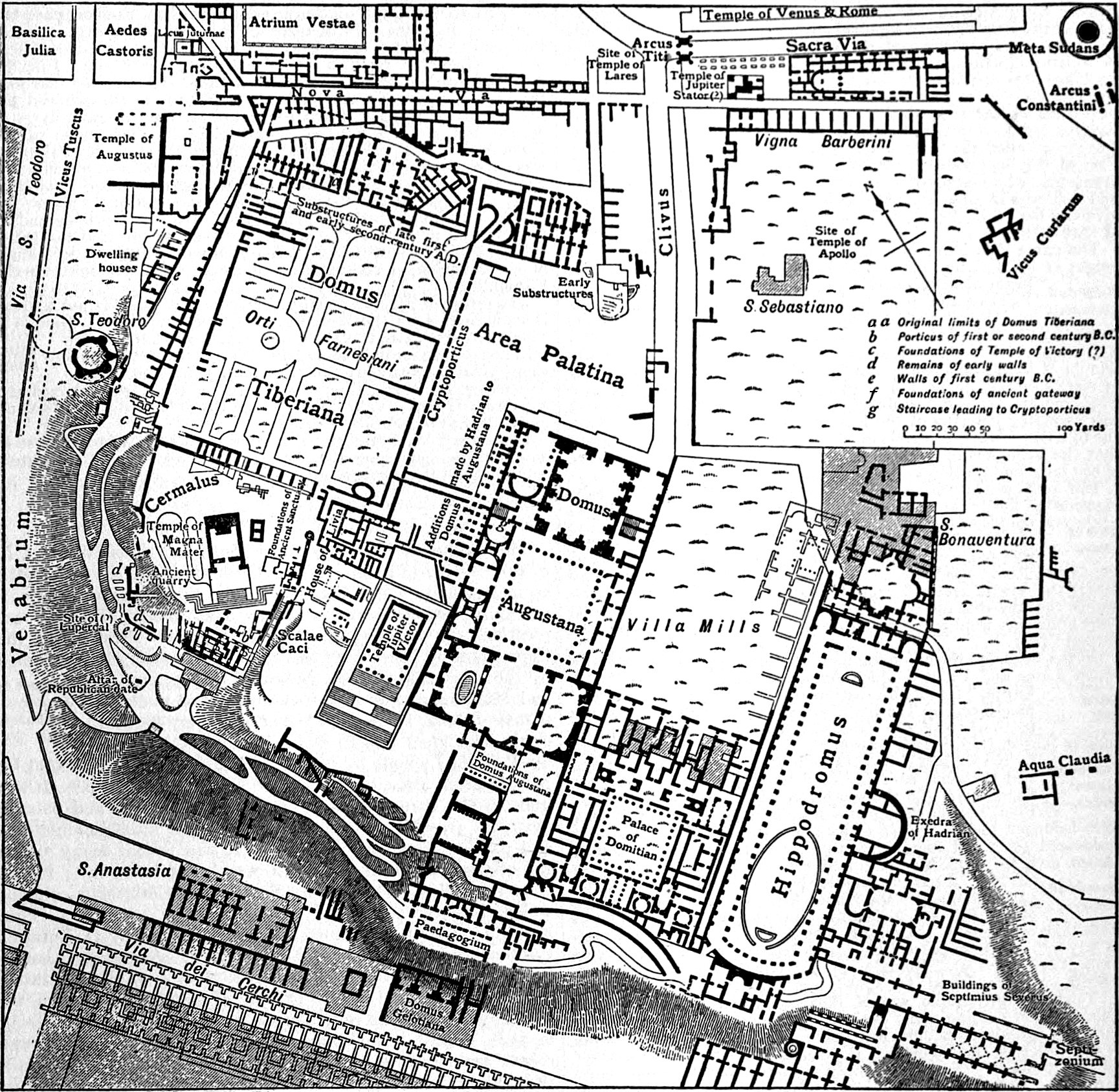
巴拉丁諾山的平面圖

1865年，彼得·羅斯（Pietro Rosa）開始對現在稱為莉維婭之家（House of Livia，非位於第一門的莉薇婭別墅）的地方展開挖掘，其挖掘工作是拿破崙三世所委託進行的一項更宏大計畫的一部分，這項計畫還包括對位於南邊的奥古斯都之家進行淺層挖掘。1937年，阿方索·巴托利（Alfonso Bartoli）進一步調查了此區，發現了倒塌拱頂的考古遺跡。1956年，在菲利波·卡里托尼（Gianfilippo Carettoni）的領導下展開大規模挖掘。他最初的挖掘揭露了由一組房間組成的結構，現在已被確認屬於一個更大的複雜建築群，稱為列柱中庭 A（Peristyle A）。因其臨近阿波羅神廟，卡里托尼認為這座建築屬於奧古斯都所有。
在2000年-2010年內，進一步的工作表明原來的列柱中庭屬於一棟更大房子的一部分。修復計畫於2008年完成後並對公眾開放。

## 考古學

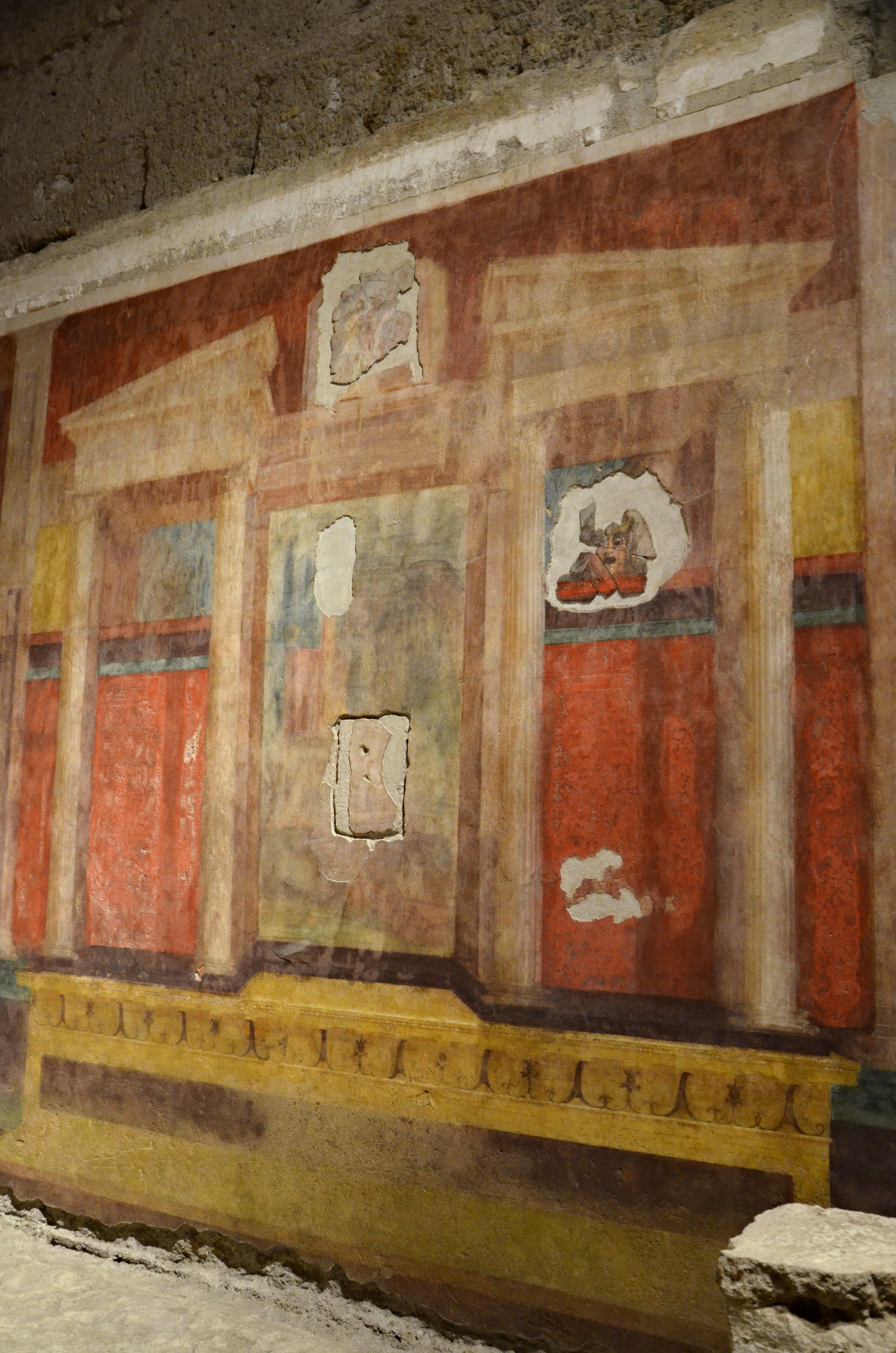
羅馬巴拉丁諾山奧古斯都之家的面具屋（Room of the Masks）

該遺址的平面圖是基於兩個以房間群為邊界的列柱中庭。在列柱中庭之間坐落著巴拉丁諾山阿波羅神廟。大部分遺跡都在列柱中庭A（P2）周圍，這是因為列柱中庭B（P1）的大部分區域遭到後來的圖密善宮（Palace of Domitian）破壞。整個遺址約佔8600平方公尺 。

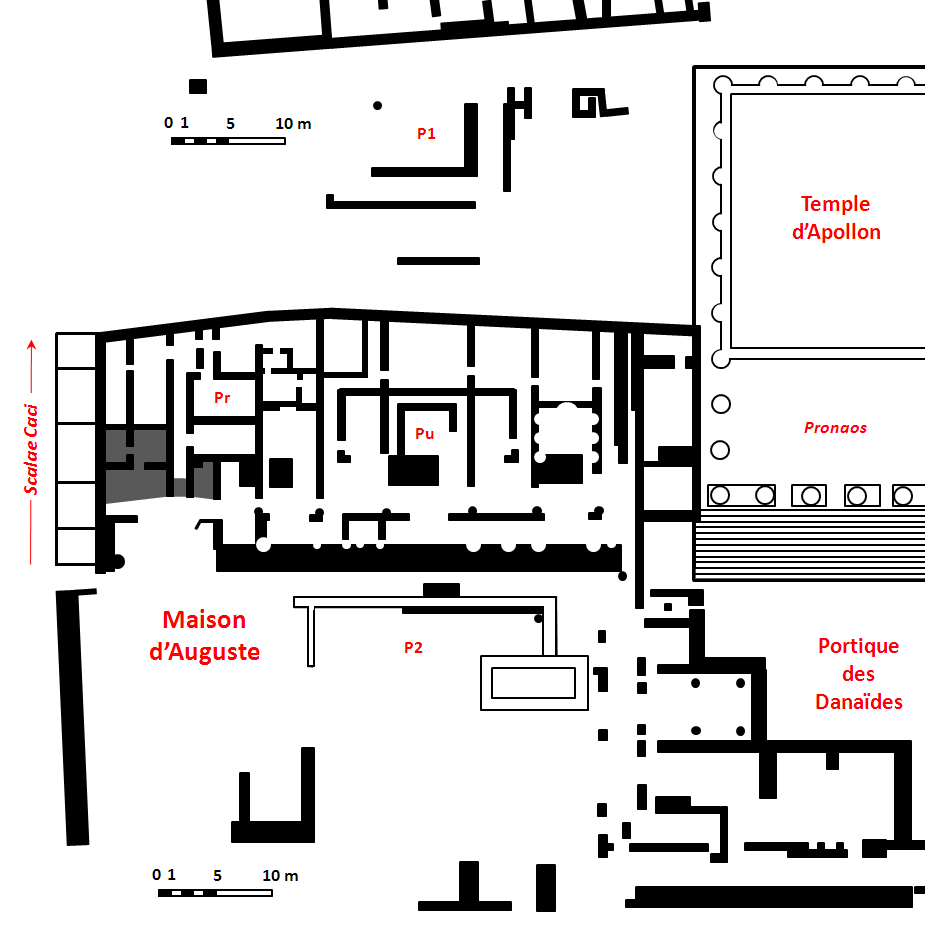
奧古斯都之家

房子建在兩個階地上。

### 奥古斯都多姆斯

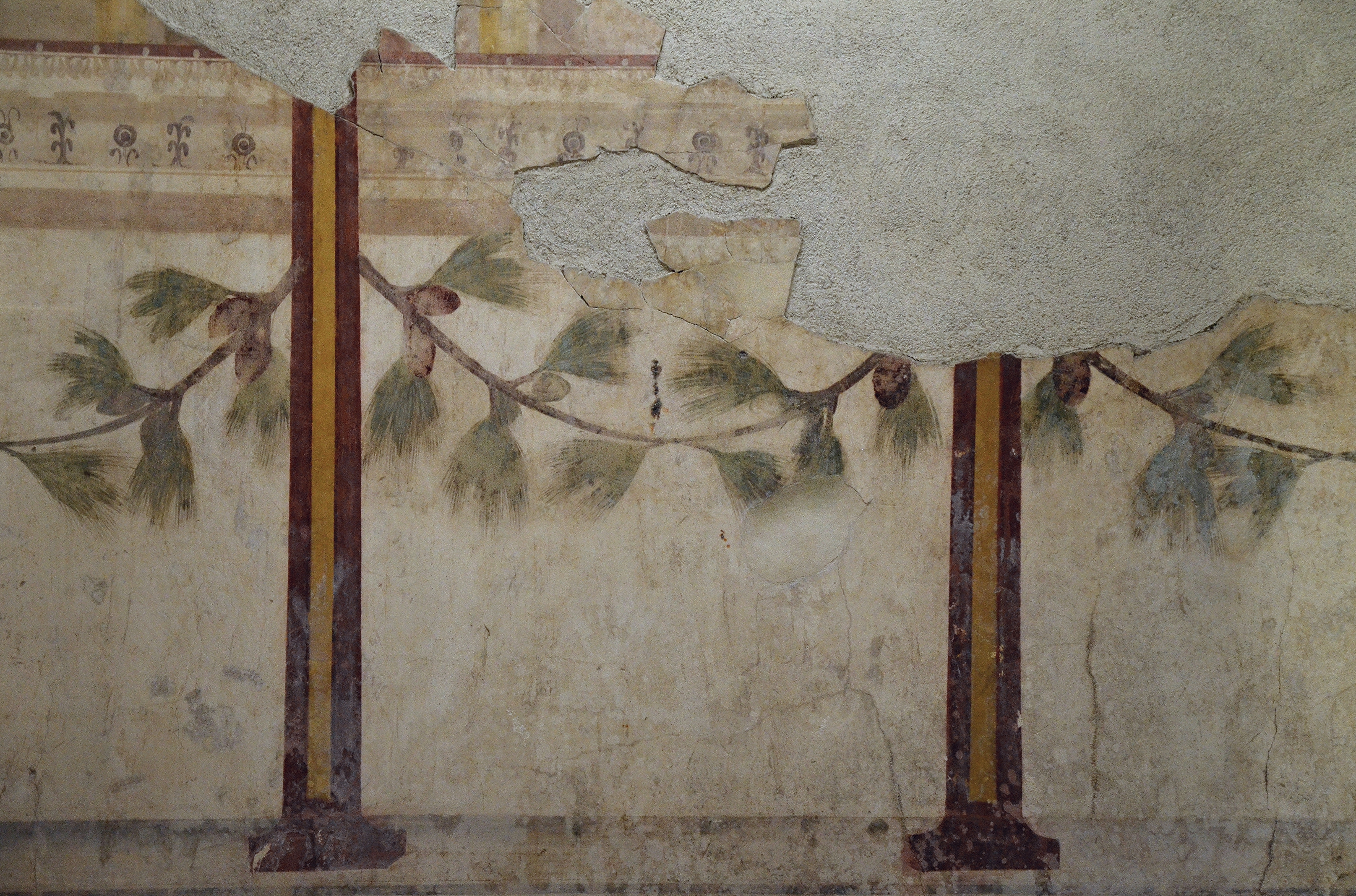
羅馬巴拉丁諾山奧古斯都之家的花綵松屋（Room of the Pine Festoon）

在建造巴拉丁諾山阿波羅神廟後，奧古斯都毀去一些房間，重新布局了別墅，在原先的房子上建造了一個大型的列柱中庭 A 和多個房間。
可見的結構由兩排以「方石築」（opus quadratum）建造的房間組成，分為東西兩區。這座建築群西側的房間可能是私人生活區，並有大量的牆壁裝飾。其中一個房間被稱為面具屋（Room of the Masks），以透視建築畫和戲劇表演用的面具為特色，是典型的龐貝第二風格的羅馬壁畫。另一個房間以彎成弓形的松木為特色，與隔壁的莉維婭之家十分相似。這兩個房間皆可追溯至西元前30年。
東邊的房間被一個大型的中央房間所環繞，面向南邊，可能有公共用途。這些房間裝飾有幾何圖形的地板鑲嵌畫。

### 列柱中庭 A (P2)
這個列柱中庭位於阿波羅神廟的西邊，可追溯至西元前39年左右，並已被確認為別墅的私人住所。除了石灰華列柱中庭的一部分外，幾乎未留下任何考古證據。

### 列柱中庭 B (P1)
列柱中庭B位於神廟另一側的對稱位置，建於西元前39至36年之間，也許有公共用途。然而，圖密善宮（奧古斯塔大殿）破壞了此處的大部分地方，這裡可能就是奧古斯塔大殿（Domus Augustana）得名的原因。

### 巴拉丁諾山阿波羅神廟
巴拉丁諾山阿波羅神廟最初被確定為朱庇特·維克多神廟，位於兩個列柱中庭之間，在較高的階地上。該建築於西元前28年完工，調查結果顯示其下方有共和時期風格的（Republican）房屋證實了這一點。神廟的基台（podium）為24 m x 45 m，神廟的特色是桶形拱頂和科林斯柱式。 它由卡拉拉大理石和混凝土建造，除了西卜林書外，還安置了作為偶像崇拜的雕像，有阿波羅、戴安娜和勒托。 

## 鑒定結果的爭論
蘇埃托尼烏斯（約公元70–130年）是皇宮的律師兼秘書，在談到奧古斯都之家時寫道：
他起初住在羅馬廣場附近，後來又住進巴拉丁諾廣場上的一所不起眼的房子裡，無論是大小還是典雅程度都不引人注目，只有一個短小的柱廊，柱子是當地的石頭，房間既沒有任何大理石裝飾，也沒有美麗的鋪石。他40多年來的冬天和夏天都使用同一間臥室。
這段文字說明在近幾年引發了關於這座歷史建築的身份的爭論，使得將這座建築群確定為奧古斯都之家的說法受到質疑。由於最近的挖掘揭示了一個非常大的別墅平面圖，一些人傾向於懷疑蘇埃托尼烏斯的说法。其他人則認為，這座別墅過於豪華和龐大，不可能成為文學資料中描述的奧古斯都之家。